# ایناپریسون
ایناپریسون (انگلیسی: Inaperisone) یک ماده شل کننده عضلات است.